# بيدرو بارامو (رواية)
بيدرو بارامو (بالأسبانية: Pedro Páramo) هي رواية كتبها خوان رولفو عن رجل يدعى خوان بريسيادو يسافر إلى مدينة كومالا ، مسقط رأس والدته المتوفاة مؤخرًا ، ليجد والده ، فقط ليصادف مدينة أشباح مأهولة بالسكان ، أي بواسطة شخصيات طيفية. في البداية ، قوبلت الرواية باستقبال نقدي بارد وبيعت فقط ألفي نسخة خلال السنوات الأربع الأولى ؛ في وقت لاحق ، ومع ذلك ، فقد نال الكتاب استحسانًا كبيرًا. كان لبارامو تأثير رئيسي على كتاب أمريكا اللاتينية مثل غابرييل غارسيا ماركيز. تمت ترجمة الرواية إلى أكثر من 30 لغة مختلفة وبيع من النسخة الإنجليزية أكثر من مليون نسخة في الولايات المتحدة.
قال غابرييل غارسيا ماركيز إنه شعر بالعجز عن العمل كروائي بعد أن كتب أول أربعة كتب له وأن اكتشافه الذي غير حياته لبيدرو بارامو في عام 1961 هو الذي فتح طريقه لتكوين تحفته مائة عام من العزلة. علاوة على ذلك ، ادعى غارسيا ماركيز أنه «يمكنه قراءة الكتاب بأكمله ، للأمام والخلف». اعتبر خورخي لويس بورجيس بيدرو بارامو أحد أعظم النصوص المكتوبة بأي لغة.